# Goteo
Goteo es un sitio de micromecenazgo que se enfoca en proyectos que, además de otorgar recompensas individuales, también generan un retorno colectivo a través de la promoción de los comunes, el software de código abierto y/o el contenido libre. Permite aportaciones en forma de donaciones monetarias o en forma de tareas colaborando con los proyectos. La plataforma se inició en 2011, y está gestionada por la Fundación Goteo, una organización sin ánimo de lucro con sede en Barcelona. Según las estadísticas de su sitio, a fecha de 2023, ha recaudado 17 millones de dólares, con una tasa de éxito del proyecto del 83% (90% en los últimos años), y una comunidad de 185.000 usuarios. Afirma que fue la primera plataforma de crowdfunding de software libre y de código abierto y se etiqueta a sí misma como "la plataforma de crowdfunding de código abierto".

## Historia
El sitio web comenzó en 2011 como una iniciativa de Platoniq, una organización sin ánimo de lucro centrada en la participación cívica y la innovación social desde 2001. En 2012, Platoniq crea la Fundación Goteo para gestionar la plataforma, y abre el código fuente de la plataforma bajo una licencia AGPLv3.
De 2014 a 2017, recibió el apoyo activo de la Fundación Cultural Europea, organizando talleres de Goteo a nivel internacional. En 2014, ganó el European Democratic Citizenship Award como "ONG del año" por el Foro Cívico Europeo. El mismo año, también ganó el premio de distinción Prix Ars Electronica en la categoría de Comunidades Digitales.
Desde 2018, comenzó a asociarse con organizaciones financiadoras que tienen sus propios "canales" en la plataforma, incluido el partido político participativo Ahora Madrid, el Ayuntamiento de Barcelona, Fiare banca ética, y la Universidad de Málaga. En el pasado, también ha establecido alianzas con el portal cultural Europeana, la Universidad Internacional de Andalucía, las comunidades autónomas de Extremadura y País Vasco y los ayuntamientos de Zaragoza y Gipúzcoa.

## Características
Goteo afirma que sus principales características distintivas como plataforma de crowdfunding, en comparación con otras más grandes como Kickstarter, son las siguientes:
- Sus requisitos de apertura para los proyectos, que deben contribuir a la cultura libre o al bien común de alguna manera.
- Permite a los participantes contribuir como voluntarios para los proyectos, y no solo con dinero. Según sus estadísticas, más de 4.000 personas se ofrecieron como voluntarias entre 2011 y 2020.[4]
- Cuenta con el apoyo exclusivo de una fundación sin ánimo de lucro, la Fundación Española Goteo, que permite la deducción fiscal de las donaciones.[22]
- Su código fuente es libre[2] y tiene una API abierta.[23] Esto permitió a otras plataformas bifurcar y usar su código libremente, y la aparición de varias aplicaciones que usan su API.[24] En la misma línea, proporciona datos abiertos sobre algunos comportamientos y estadísticas de la actividad de la plataforma en cuanto a proyectos y donaciones, así como en relación con los Objetivos de Desarrollo Sostenible.[25]
- Afirma tener una metodología propia, maximizando la transparencia, las garantías legales y las buenas prácticas antes y después de las campañas. También utilizan metodologías ágiles para organizar talleres y capacitaciones para ayudar a las personas a optimizar las campañas de micromecenazgo.[10][26]
- Permite otras fuentes de ingresos para los proyectos: se asocia con instituciones públicas y privadas que igualan la financiación[27][20] y permite que los proyectos exitosos lleven a cabo una segunda ronda de campaña por una cantidad "óptima".

## Proyectos
La plataforma admite una amplia diversidad de proyectos, siempre que respeten sus requisitos de apertura. Según sus estadísticas, las categorías más importantes de proyectos son sociales (20%), culturales (15%), educativos (15%) y ambientales (13%). Otros proyectos incluyen tecnológicos (10%), emprendimiento (9%), comunicación (8%) y científicos (7%).
Los diez proyectos más financiados recibieron entre 60 y 100.000 euros y cubrieron diferentes ámbitos: periodismo (de investigación, feminista, político, verificación de hechos ), ropa hecha por migrantes, un documental, un esfuerzo de reforestación, una revista infantil, y una escuela primaria. Otros proyectos de financiación más pequeños han recibido la atención de la prensa, como los de experimentación artística, cine local, cooperativas de reparto de alimentos, escuelas libres de contaminación, educación en programación, o un plataforma anti-deshaucios.

## Reconocimiento internacional
Nesta destacó la plataforma y The Guardian la incluyó en sus "10 innovadores sociales para observar". Fue seleccionado por Crowdsourcing Week en su "Top 15 Crowdfunding Platforms in Europe" de 2019. Fue mencionado como un ejemplo destacado de plataforma cooperativa por el Transnational Institute, y como un ejemplo de "activismo silencioso" por los sitios de noticias Phys.org y The Conversation. Goteo pertenece a la European Crowdfunding Network, que lo destacó como uno de sus tres casos de estudio de experiencias cívicas de crowdfunding. La OCDE lo destacó en su análisis del crowdfunding cívico. Ha aparecido en varios artículos de investigación sobre crowdfunding, tanto en revisiones del campo o como un estudio de caso.
Su código fuente fue bifurcado y desplegado en Japón, rebautizado como la plataforma Local Good Yokohama, apoyado por el Ayuntamiento de Yokohama y Accenture. Esta plataforma ha recibido una gran atención en los medios japoneses.